# Batalha da Calábria
A Batalha da Calábria, também chamada de Batalha de Punta Stilo, foi um confronto naval travado na Segunda Guerra Mundial entre as forças do Reino Unido e Austrália contra aquelas da Itália. Ela ocorreu em 9 de julho de 1940 no Mar Mediterrâneo, ao leste da Calábria. A batalha veio de operações de escolta de comboios de suprimentos de ambos os lados. Os italianos inicialmente estavam receosos em entrar em uma batalha, porém a força britânica manobrou suas embarcações de modo a cortar a rota de retorno de seus oponentes para casa, forçando um confronto.
O confronto começou à tarde, inicialmente entre as forças de cruzadores. Os dois lados estavam a grande distância um do outro e não conseguiram acertar um navio diretamente, com os britânicos recuando depois de quinze minutos. Os italianos então decidiram enfrentar os couraçados, que estavam chegando na área. O couraçado britânico HMS Warspite conseguiu danificar o couraçado italiano Giulio Cesare, fazendo com que a força italiana recuasse. As forças de cruzadores novamente se enfrentaram depois disso, porém acabaram recuando e encerrando a batalha.